# 帛德洛義站
帛德洛義站位在馬尼拉艾米塔區，屬於馬尼拉輕軌1號線的車站，於1984年12月1日正式啟用。該車站鄰近塔夫脱大道和帛德洛·義街路口，為馬尼拉市艾米塔區和馬拉提區的交通服務。

## 周邊設施
車站緊鄰菲律賓總醫院，附近還包括菲律賓大學馬尼拉分校、菲律賓基督教大學、菲律賓女子大學與馬尼拉聖保羅大學等教育機構，以及羅賓遜廣場馬尼拉館、泛太平洋酒店馬尼拉、喜來登酒店馬尼拉灣、菲律賓鑽石大酒店等休閒場所。

## 車站結構
| 3樓  | 側式月台，車門由右側開啟 | 側式月台，車門由右側開啟           |
| 3樓  | A月台                    | ← 1號線 小費爾南多·波因方向        |
| 3樓  | B月台                    | → 1號線 桑托斯博士方向 →           |
| 3樓  | 側式月台，車門由右側開啟 |                                    |
| 2樓  | 車站大廳                 | 驗票閘門、售票亭、車站控制、商店   |
| 地面 | 街區                     | 菲律賓大學馬尼拉分校、菲律賓總醫院 |

## 站景

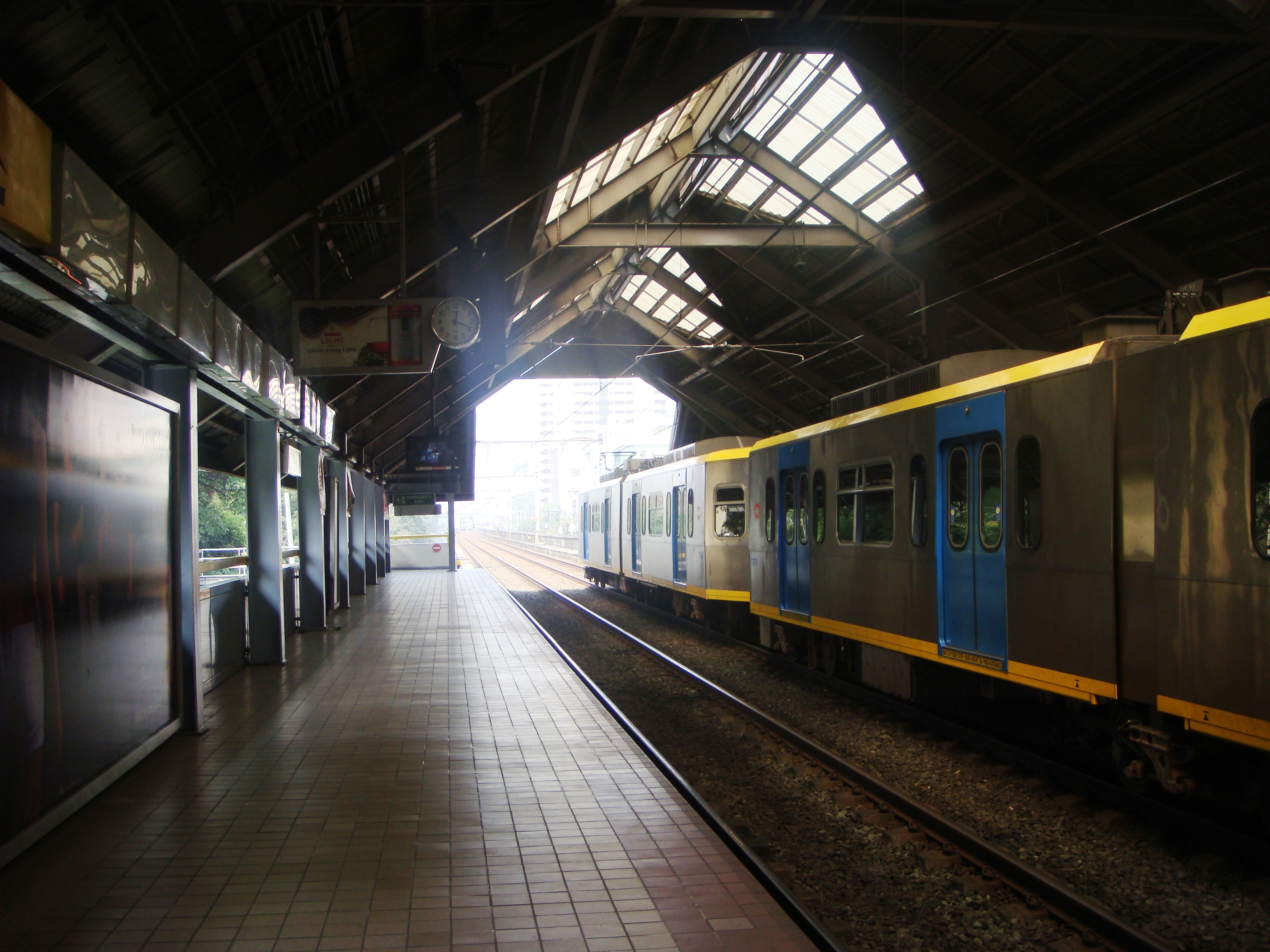
白天的車站
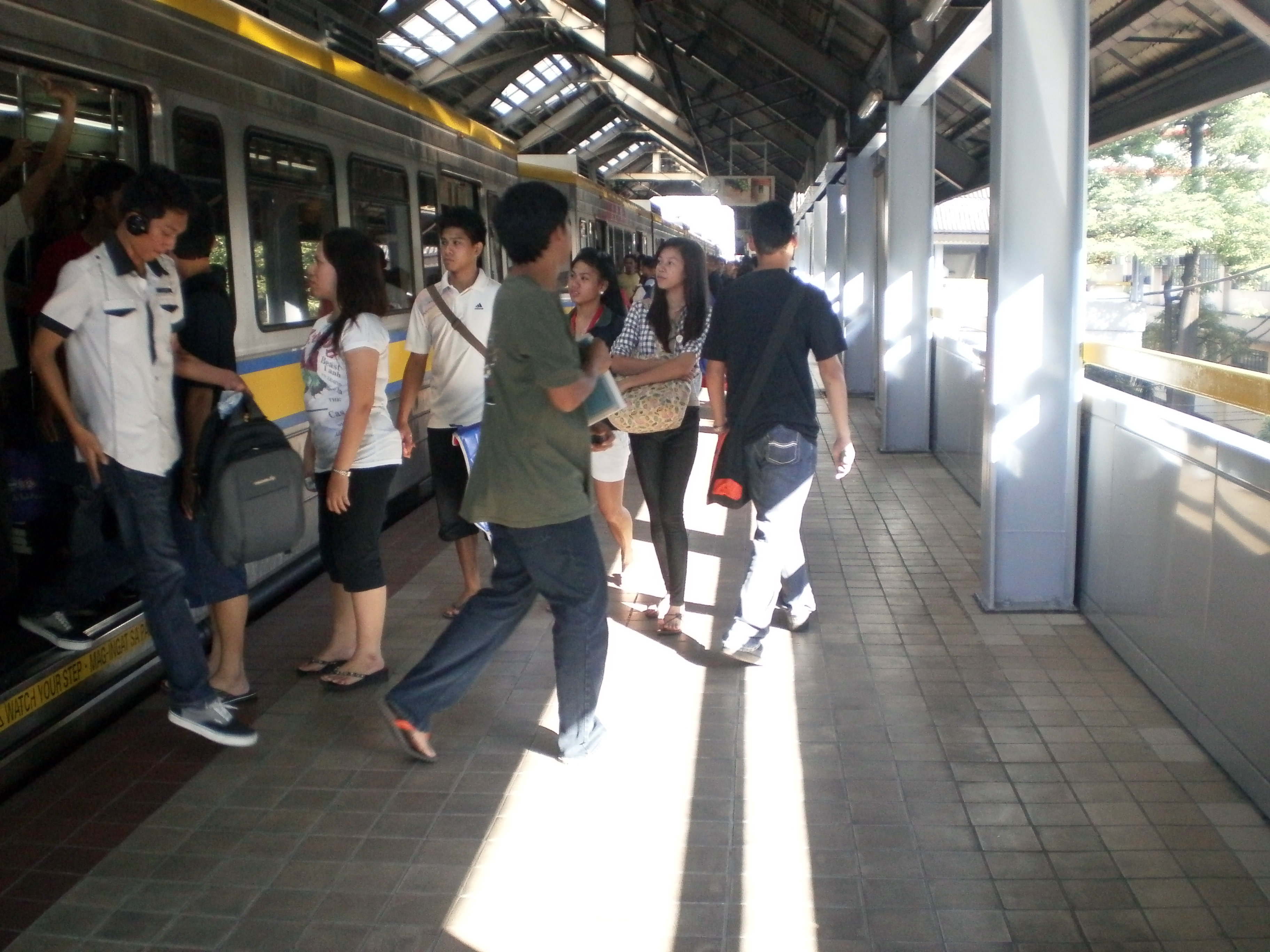
乘客上下車